# Rhabditoides longispina
Rhabditoides longispina är en rundmaskart. Rhabditoides longispina ingår i släktet Rhabditoides och familjen Rhabditidae. Inga underarter finns listade i Catalogue of Life.